# Hyptia soror
Hyptia soror är en stekelart som först beskrevs av August Schletterer 1886.  Hyptia soror ingår i släktet Hyptia och familjen hungersteklar. Inga underarter finns listade i Catalogue of Life.